# Praktquetzal
Praktquetzal (Pharomachrus mocinno) är en fågel i familjen trogoner inom ordningen trogoner.

## Utbredning och systematik
Praktquetzal delas in i två distinkta underarter:
- Pharomachrus mocinno mocinno – förekommer i bergsskogar från södra Mexiko till norra Nicaragua
- Pharomachrus mocinno costaricensis – förekommer i bergsskogar från Costa Rica till västra Panama

## Utseende
Hanen av praktquetzal har under häckningstiden upp till 64 cm långa övre stjärttäckare.

## Praktquetzal och människan

### Status och hot
IUCN kategoriserar arten som nära hotad.

### I kulturen
Arten är Guatemalas nationalfågel och återfinns i landets statsvapen och flagga samt har gett namn åt valutan i landet.
Dess förlängda övre stjärttäckare var mycket eftertraktade av aztekerna och mayaindianer för ceremoniella syfte, då de ingår i den befjädrade ormen – Quetzalcóatl.

### Namn
Fågelns vetenskapliga artnamn hedrar José Mariano Mociño y Losada (1757-1819), mexikansk botaniker och naturforskare.

## Bildgalleri

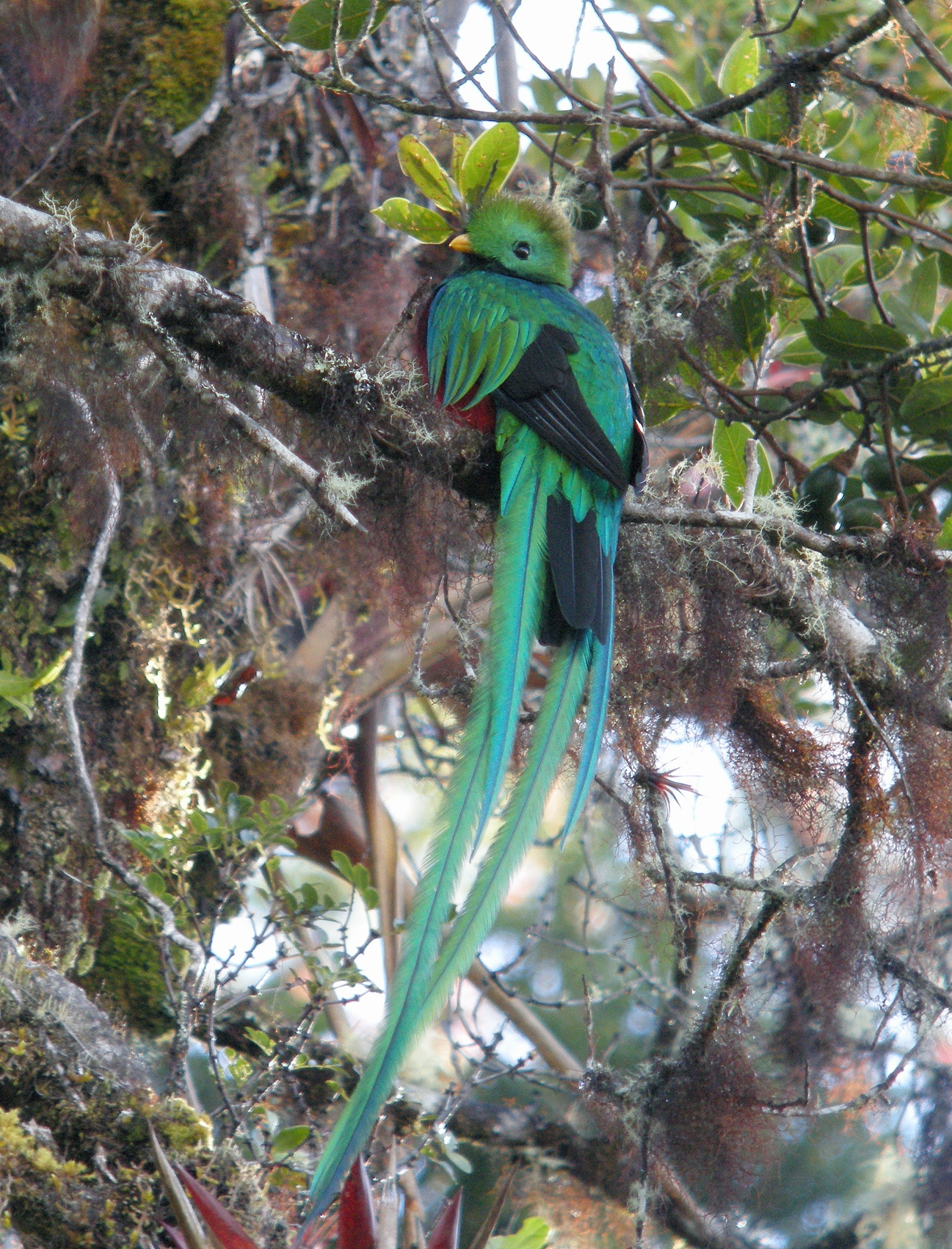
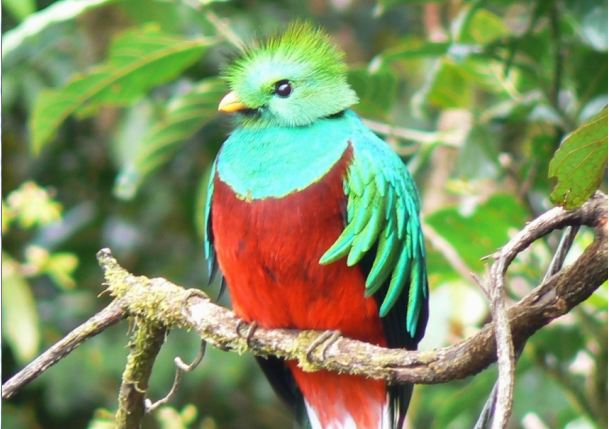
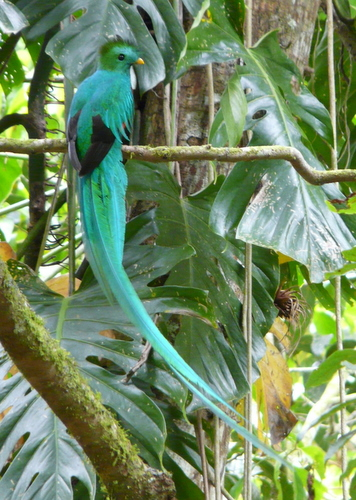
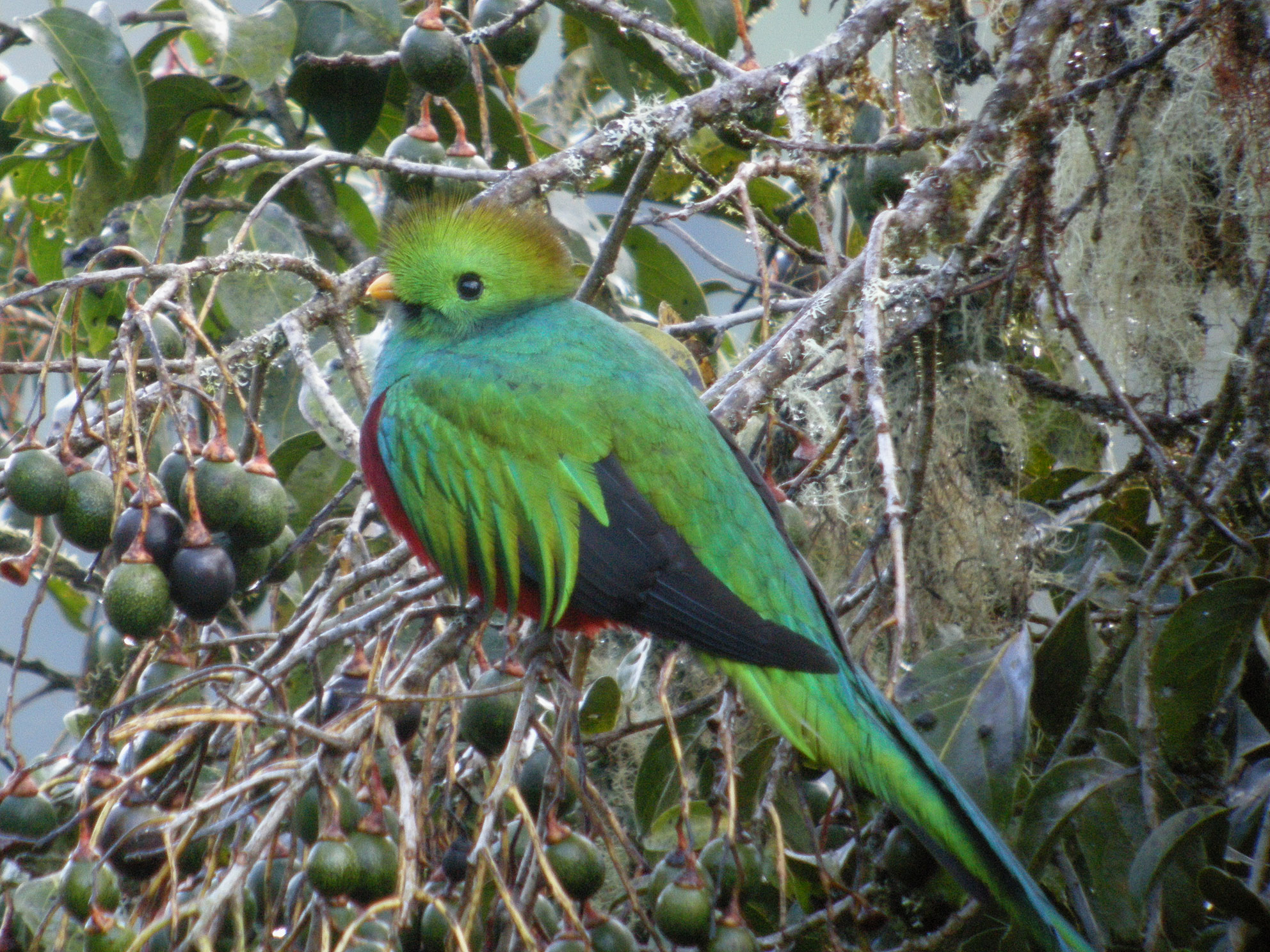
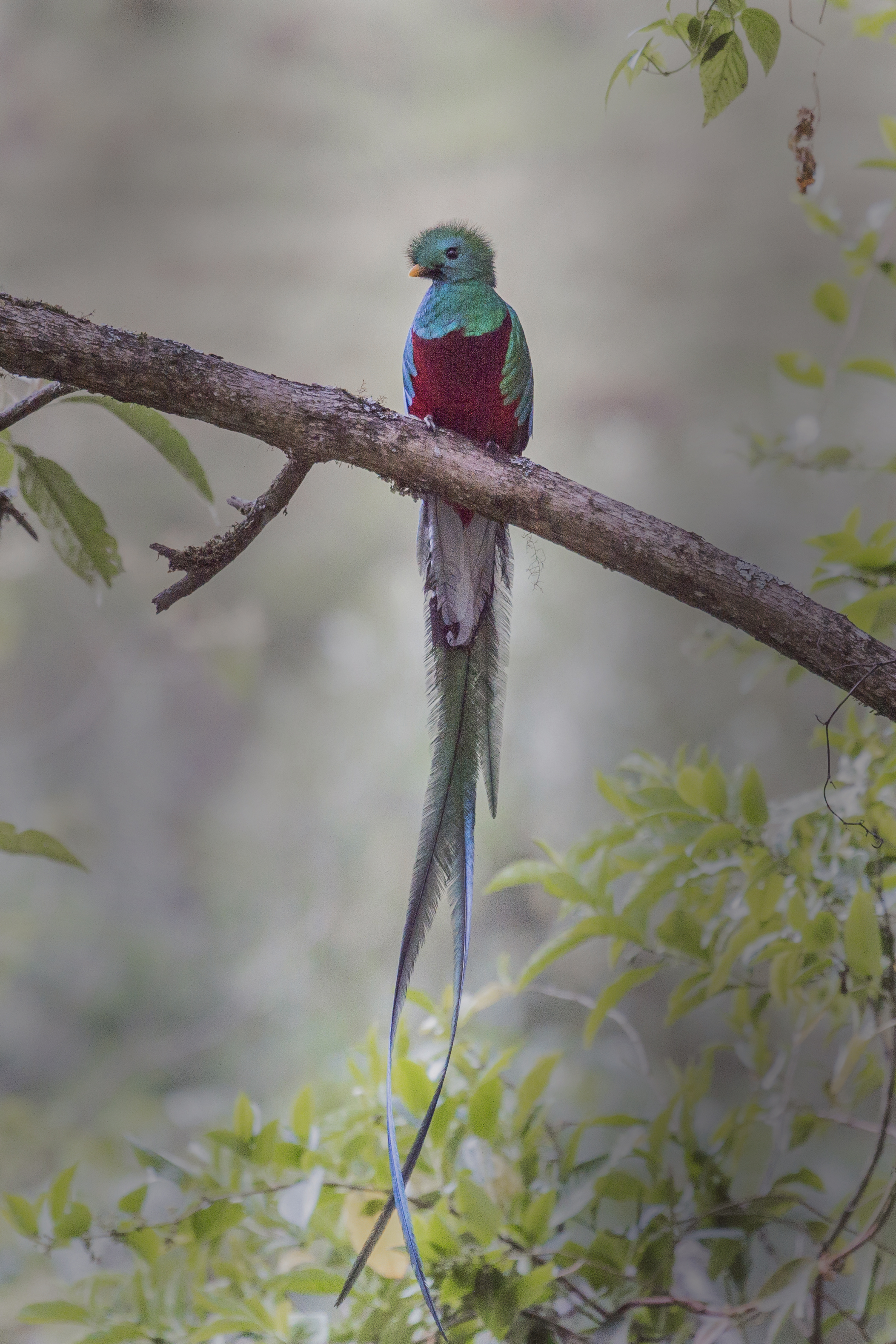
Praktquetzal, Costa Rica, 2016